# Empiriokriticizmus
Az empiriokriticizmus (görög nyelvből: tapasztalatkritika) szubjektív idealista filozófiai áramlat, amely szerint a megismerés alaptörvénye a gondolkodás ökonomiája, gazdaságossága. Alapítója Richard Avenarius (Philosophie als Denken der Welt gemäß dem Prinzip des kleinsten Kraftmaßes, 1877 és Kritik der reinen Erfahrung, 1890 című műveiben), valamint Ernst Mach (Die Analyse der Empfindungen, 1886). Az elmélet 1900 körül széles körben elterjedt, különösen a természettudósok, de írók és költők körében is. További képviselői voltak: Gomperz, Ziehen, Petzoldt, Bogdanov, Bazarov és Carstanjen. Filozófiai előzménye George Berkeley és David Hume munkássága.
Az empiriokriticizmus tulajdonképpen a pozitivizmus egyik válfaja, folytatása, így második pozitivizmusnak is nevezték. Úgynevezett metafizika-ellenes gondolatvilágának folytatója a neopozitivizmus.

## Elnevezése
Neve a görög empeiria – tapasztalás, megismerés és a criticismus – kritikai szellem szavakból ered, jelentése tulajdonképpen a tapasztalat kritikája. Egyik alapítója nevéből „machizmusnak” is nevezték.

## Tanításai
Az empiriokriticizmus „megtisztítja” a tapasztalatot az anyag (szubsztancia), a szükségszerűség, az okság és más hasonló alapvető fogalmak alkalmazásától. Ezeket spekulatív fogalmaknak, „a priori appercepcióknak” tartja, amelyeket minden alap nélkül nélkül alkalmaznak a tapasztalatokra. A világ ezzel szemben a „semleges elemek”, vagy érzetek halmaza. Eszerint kizárólag a közvetlen tapasztalatok, mérési eredmények és hasonlók azok, amikkel a tudománynak foglalkoznia kell. Az elmélet bevezeti az „elvi koordináció” fogalmát, miszerint a megfigyelt tárgy nem létezik a megfigyelő nélkül, és ezzel Berkeley és Hume nyomdokaiba lépve a szubjektív idealizmus tanítását élesztette újjá. Az elmélet kialakulása és térnyerése összefüggött a fizika korabeli gyors fejlődésével, a radioaktivitás, a relativitáselmélet felfedezésével is. Ez előtérbe állította az ismereteink relatív jellegét valamint a matematizálódást, ami egyes tudósokat arra vezetett, hogy kijelentsék: az anyag eltűnt, és csak az egyenletek maradtak meg („fizikai idealizmus”).
Az elmélet közben követőkre talált a marxizmus hívei, filozófusai körében is, például Anatolij Vasziljevics Lunacsarszkij személyében. Lenin ezért is tartotta szükségesnek vitatkozni vele, amit a Materializmus és empiriokriticizmus (1909) című művében tett meg, egyúttal részletesen kifejtve saját filozófiai nézeteit is. Lenin ebben a munkájában feltárta e filozófiai irányzat szerinte reakciós társadalmi szerepét, a fideizmussal való kapcsolatát.

## Fordítás
Ez a szócikk részben vagy egészben a Empiriokritizismus című német Wikipédia-szócikk ezen változatának fordításán alapul.  Az eredeti cikk szerkesztőit annak laptörténete sorolja fel. Ez a jelzés csupán a megfogalmazás eredetét és a szerzői jogokat jelzi, nem szolgál a cikkben szereplő információk forrásmegjelöléseként.